# Hebecarpa obscura
Hebecarpa obscura är en jungfrulinsväxtart som först beskrevs av George Bentham, och fick sitt nu gällande namn av J.R.Abbott. Hebecarpa obscura ingår i släktet Hebecarpa och familjen jungfrulinsväxter. Inga underarter finns listade i Catalogue of Life.